# Viña De Martino
Viña De Martino, es una viña y bodega chilena, fundada en Isla de Maipo, por el inmigrante italiano Pietro De Martino Pascualone, en 1934. Destaca por haber sido la primera viña en haber etiquetado y exportado vinos de la variedad Carménère, en 1996, previamente considerada extinta, hasta su redescubrimiento en Chile por Jean Michel Boursiquot. También es considerada la primera viña carbono neutral de Latinoamérica, y productora del primer vino carbono neutral de este continente, en 2009, aunque sus esfuerzos ecológicos inician en 1998, a través de una política de certificaciones afines.
La bodega familiar fue pionera en redescubrir y trabajar cepas en el Valle del Itata, específicamente en Guarilihue. Entre ellas se encuentran las cepas Cinsault, Corinto, País y San Francisco. Como una forma de rendir tributo a los primeros viñateros en Chile y rescatando la tradición, producen vinos en tinajas de arcilla que fueron recolectadas por todo el país. 
La compañía posee 300 hectáreas de cultivos orgánicos de vid, que además de Carménère, producen uva País, Cinsault, Moscatel, Corinto, Cabernet Sauvignon y Sauvignon Blanc. En 2017 proyectaba una producción anual de 1,6 millones de botellas.
La viña actualmente está dirigida por la cuarta generación familiar, en manos de Marco Antonio De Martino y Sebastián De Martino, junto con el enólogo Nicolás Pérez. 

## Premios y reconocimientos
- Nacionales:
  - Viña del Año - 2011 - Asociación Vinos de Chile.[8]
  - Viña del Año - 2024 - Descorchados[9]
  - Mejor Tinto de Chile - 2024 - Descorchados - Por su vino Cuvée 2021.[9]
  - Mejor Cabernet Sauvignon de Chile - 2024 - Descorchados - Por su vino Cuvée 2021.[9]
  - 99/100 puntos - Descorchados - 2024-  Por su vino Cuvée 2021[9]
  - Mejor Semillón de Chile - Descorchados - 2024- Por su vino La Blanca Semillón 2022.[9]

- Internacionales:
  - Incluida entre las 100 mejores bodegas del año, en 2017, por la revista Wine & Spirits.[10]
  - Certificación carbono neutral, otorgado en 2009 por The Carbon Reduction Institute, mediante Green Solutions.[4]
  - Mejor Vino del Nuevo Mundo - “Expovina Wine Trophy” - 2022- Por su vino Legado Carmenere 2018.
  - Top 100 Wines of the World - Wine & Spirits - 2023 - Por su vino Single Vineyard Alto de Piedras Carmenere 2018.[11]
  - Top 100 Wines of the World - Wine Spectator - 2021 - Por su vino Legado Cabernet Sauvignon 2019.[12]